# Neotragus
Neotragus — рід карликових антилоп, що мешкають у Африці. Активні вночі. Населяють густі дощові ліси. Це невеликі ссавці вагою від 1,5 до 7 кг і завдовжки 20-40 см.
Описано 3 види:
- Neotragus batesi
- Neotragus moschatus — суні
- Neotragus pygmaeus — антилопа карликова